# Chousuke Ikariya
Chousuke Ikariya (いかりや長介), conhecido também como Cho-san, nasceu em 1 de Novembro de 1931 em Tóquio, Japão. Foi ator e comediante, e era o líder do grupo de comédia The Drifters (ザ・ドリフターズ), fundado por ele em 1964. Nesse grupo, tocava baixo, cuidava de questões administrativas, atuava e apresentava seus colegas no programa de televisão Hachiji Dayo! Zen'inshugo (1969 a 1985). Era famoso por seus lábios inferiores mais grossos, sua voz rouca e o jeito autoritário mas simpático. A partir de 1985, participou de vários filmes e novelas. Em 1999 ganhou o Japan Academy Awards por sua atuação no filme Bayside Shakedown. Faleceu em 2004 com 72 anos de idade, vítima de câncer.

## Filmografia

### Filmes
- Yume wa yoru hiraku (1967) - Apache
- Nani wa naku tomo zen'in shûgô!! (1967)
- Tenamonya yurei dochu (1967) - Doeman Togashi
- Dorifutazu desu yo! Zenshin zenshin matazenshin (1967)
- Dorifutazu desu yo! Totte totte torimakure (1967)
- Dorifutazu desu yo! Bôken bôken mata bôken (1968)
- Ii yu dana zenin shûgô!! (1969)
- Miyo-chan no tame nara zen'in shûgô!! (1969) - Chôkichi
- Dorifutazu desu yo! Zenin totsugeki (1969)
- Dorifutazu desu yo! Tokkun tokkun mata tokkun (1969)
- Onsen gerira dai shogeki (1970)
- Kigeki migimuke hidari! (1970)
- Kigeki kinô no teki wa kyô mo teki (1971)
- Za.Dorifutazu no kamo da!! Goyo da!! (1975) - Chokichi Ikari
- Seigida! Mikatada! Zeninshugo!! (1975) - Chotaro ikari
- Dreams (1990) - O demônio chorando
- My Sons (1991) - Jirō Katō
- Nagareita shichinin (1997) - Kihachi Mita
- Odoru daisosasen – The Movie (1998) - Heihachiro Waku
- 39 keihô dai sanjûkyû jô (1999) - Patient
- Go-Con! Japanese Love Culture (2000) - Chef
- Kawa no nagare no yō ni (2000) - Morishita
- Shiawase kazoku keikaku (2000) - pai de Yuko
- Bayside Shakedown 2 (2003) - Heihachiro Waku
- My Lover Is a Sniper: The Movie (2004) - Gantaro Endoji (último papel no filme)

### Dramas de TV
- Dokuganryu Masamune (1987) - Oniniwa Yoshinao
- Bayside Shakedown (1997, TV Movie) - Heihachiro Waku
- When the Saints Go Marching In (1998)
- Yomigaeru kinrō (1999) - Mogi
- Black Jack II (2000, TV Movie)
- Namida o fuite (2000) - Yuichiro Murata
- Shiroi Kage (2001) - Yoshizou Ishikura
- Gakkō no sensei (2001) - Chochiro asakura
- Psycho Doctor (2002) - Famous psychologist
- Anata no tonari ni dare ka iru (2003) - Goro Kazuma
- Good Luck!! (2003)